# 日照县

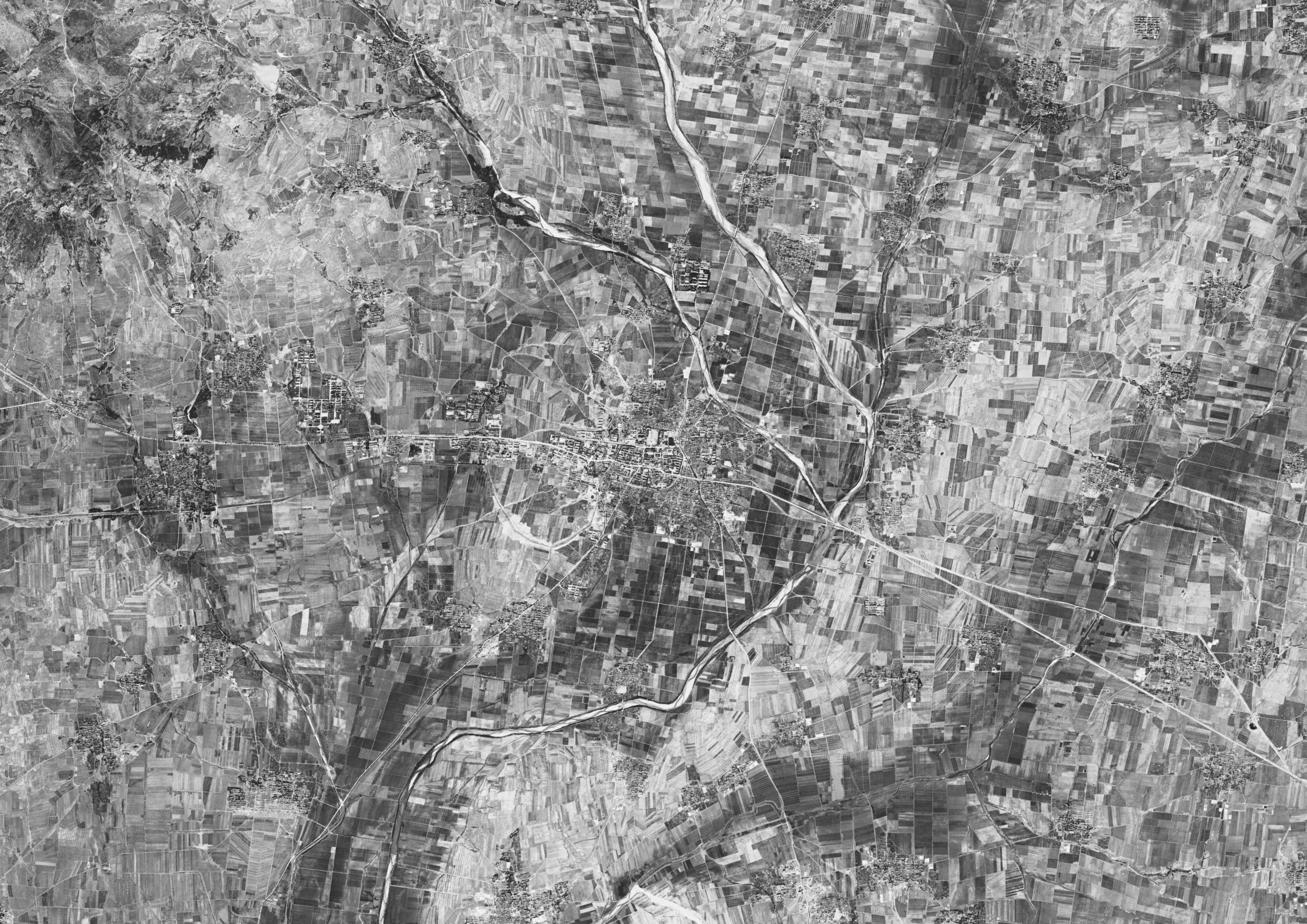
1970年5月，日照县城及周边地区卫星航拍。日照城墙今属东港区日照街道。

日照县，中国山东省旧县名。金朝大定年间，升莒县日照镇为日照县。1980年代，因日照港的建设，使城市地位提及。1985年，改设县级日照市。1989年，升为地级日照市。日照县原辖区又设为东港区和岚山区。

## 历史沿革
北宋元祐二年（1087年），置日照镇，属莒县。始有日照之名。日后，金朝状元张行简认为，原因此处是“海上日出，曙光先照”之地。明朝嘉靖《青州府志》记载，“以濒海日出处故名”。清朝康熙十一年《日照县志》记载，取自“日出初光先照”之意。金朝大定二十四年（1184年），升日照镇为日照县，属益都府莒州，县治在今日照城。元朝、明朝，日照县仍属莒州。
明朝洪武十七年（1384年），为防倭寇，在日照县南境置安东卫。另有备御千户所，即“石臼所”。清朝初年，沿袭明制。雍正八年（1730年），升莒州为直隶州。雍正十二年（1734年），置沂州府，降莒州为散州，日照县属沂州府。光绪年间《日照县志》记载，日照县境内“江淮红粟达神京，转运都由石臼行”，“石臼”即“石臼所”所在。
中华民国建立后，全国废府。民国二年（1913年）二月，日照县隶属胶东道。民国十四年（1925年）冬，改属琅琊道。民国十七年（1928年），國民政府撤道制，直属于山東省政府。抗日战争期间，1940年2月（或称3月），中国共产党领导成立日照县抗日民主政府。
1947年，中華民國內政部编撰的《中華民國行政區域簡表》中，日照县为2等县，县域面积约为2386.75平方公里，人口497523人:124。第二次国共内战期间，中国共产党领导下的日照县，先后隶属滨海行署、滨海专署和三专署。
1950年，日照县划归沂水专区。1953年8月，划归胶州专区。1956年5月，改属临沂专区。1970年代，中国政府为适应煤炭出口需要，提高国际市场竞争力，适合国际远洋散货船舶大型化要求，决定在鲁南苏北沿海选址建设深水大港。日照县的石臼所、岚山头和连云港成为三处备选港址。最终选择县南的石臼所建设深水港——石臼港（后称日照港）。1982年2月，石臼港煤码头一期主体工程正式动工。石臼港的建设深刻了影响了日照县的发展。
1985年1月19日，山东省人民政府向中国国务院提出，《关于撤销日照县建立的请示》。3月22日，国务院下发（85）国函字43号，同意撤销日照县和石臼港办事处，设立县级日照市，以原日照市和石臼港办事处的行政区为日照市的行政区域，日照市（政府）驻石臼所。新设日照市仍属临沂地区。
1989年6月，日照市升格为地级市。1992年12月，日照市设区带县，以原县级日照市的行政区域设立东港区，原属临沂地区的莒县和潍坊市的五莲县划归日照市。2004年，从东港区划出岚山区。